# Llista de models de motocicleta de carretera OSSA
Aquesta és una llista amb els models de motocicleta de carretera produïts per OSSA al llarg de la seva existència, ordenada cronològicament per l'any de llançament del model. La llista aplega tots els models dissenyats per al seu ús en carretera produïts mai per la històrica empresa barcelonina Orpheo Sincronic S.A., propietat de la família Giró i desapareguda a mitjan dècada de 1980. No recull, per tant, els models produïts per la nova empresa Ossa Factory, fundada a Girona el 2009.

## Llista de models
| Id. Model                 | Nom                       | Anys                      | Núm. Sèrie                | Unitats | Tipus      |
| ------------------------- | ------------------------- | ------------------------- | ------------------------- | ------- | ---------- |
|                           | 125 "Fuelles"             | 1951 - 1953               | B001                      | 1.700   | Turisme    |
|                           | 125 A "Palillos"          | 1953 - 1956               | B1701                     | 12.200  | Turisme    |
| C50                       | Motopedal 50A             | 1955 - 1958               | C00001                    | 1.200   | Ciclomotor |
|                           | 125 B                     | 1957 - 1960               | B14001                    | 20.000  | Turisme    |
| B5/B6/B7                  | 150                       | 1958 - 1963               | B50001                    | 20.000  | Turisme    |
| C50                       | Motopedal 50B             | 1959 - 1960               | C05001                    | 5.000   | Ciclomotor |
|                           | 125 C/C2                  | 1960 - 1963               | B35001                    | 10.000  | Turisme    |
| C50                       | Motopedal 50C             | 1960 - 1963               | C06201                    | 5.000   | Ciclomotor |
| B8                        | 175GT (4T)                | 1960 - 1963               | B80001                    | 1.000   | Turisme    |
| B8                        | 175S (4T)                 | 1961 - 1962               | B80001                    | 9       | Velocitat  |
| B10                       | 160                       | 1963 - 1964               | B100001                   | 2.600   | Turisme    |
| B10                       | 160GT                     | 1963 - 1964               | B102601                   | 800     | Turisme    |
| C50                       | Motopedal 50D             | 1963 - 1966               | C11201                    | 5.000   | Ciclomotor |
| B20                       | 160T                      | 1964 - 1969               | B200001                   | 14.000  | Turisme    |
| B15                       | 175Sport                  | 1964 - 1965               | B150001                   | 4.400   | Turisme    |
| B15                       | 175SE                     | 1965 - 1972               | B154401                   | 3.000   | Turisme    |
| B28                       | 230 Sport                 | 1966 - 1969               | B280001                   | 670     | Turisme    |
|                           | 250 Monocasc              | 1967 - 1970               | Prototipus                | 2       | Gran Premi |
| C25                       | Ossita 50                 | 1968 - 1973               | C25 00001                 | 6.000   | Ciclomotor |
| B28                       | 250 Sport                 | 1969 - 1971               | B280671                   | 330     | Turisme    |
| B21                       | 160T2                     | 1969 - 1971               | B214001                   | 1.200   | Turisme    |
| B21                       | 160T2/72                  | 1972 - 1973               | B215201                   | 1.400   | Turisme    |
| B28                       | 250 Sport/72              | 1972 - 1973               | B281001                   | 450     | Turisme    |
| B14                       | 250T                      | 1975 - 1976               | B140001                   | 900     | Turisme    |
| B51                       | Yankee 500                | 1976 - 1979               | B510001                   | 2.150   | Turisme    |
| B66                       | 250T 77/Copa 77           | 1977 - 1978               | B660001                   | 1.400   | Turisme    |
| B69                       | Copa 79 (250)             | 1979 - 1985               | B690001                   | 3.400   | Turisme    |
| B75                       | 250TE                     | 1980 - 1983               | B750001                   | 1.050   | Turisme    |
| B78                       | 250 F3                    | 1981 - 1985               | B780001                   | 600     | Turisme    |
| B77                       | Urbe                      | 1982 - 1984               | B770001                   | 470     | "Escúter"  |
| B13                       | Guardia Urbana (250)      | 1983 - 1984               | B130001                   | 160     | Turisme    |
| B30                       | 250TE/83                  | 1983 - 1985               | B30001                    | 650     | Turisme    |
| Total d'unitats produïdes | Total d'unitats produïdes | Total d'unitats produïdes | Total d'unitats produïdes | 126.739 |            |

1. ↑  La 230 Sport es comercialitzà als EUA com a Wildfire.
2. ↑  Tot i que la font principal indica el 1967 com a l'any del llançament de la 230 Sport, la gran majoria indiquen el 1966.[1][2]
3. ↑  De l'OSSA Monocasc se'n construïren dos xassissos diferents (amb més o menys capacitat de combustible) i dos motors (l'un refrigerat per aire i l'altre, per aigua). La quantitat no s'ha inclòs en el total d'unitats produïdes, ja que no era un model comercial.

## Resum per model
Tot seguit es llisten els diferents models produïts, ordenats alfabèticament, amb el total de versions i unitats fabricades de cadascun. La llista no inclou els prototipus.
| Nom                       | Versions                  | Primera versió            | Darrera versió            | Unitats | Imatge          |
| ------------------------- | ------------------------- | ------------------------- | ------------------------- | ------- | --------------- |
| 125                       | 4                         | 1951                      | 1960                      | 43.900  | OSSA 125        |
| 150                       | 1                         | 1958                      | 1958                      | 20.000  | OSSA 150        |
| 160                       | 5                         | 1963                      | 1972                      | 20.000  | OSSA 160        |
| 175 4T                    | 2                         | 1960                      | 1963                      | 1.009   |                 |
| 175 Sport                 | 2                         | 1964                      | 1972                      | 7.400   | OSSA 175        |
| 230 Sport                 | 1                         | 1966                      | 1966                      | 670     |                 |
| 250                       | 9                         | 1969                      | 1985                      | 8.940   | OSSA 250        |
| Motopedal                 | 4                         | 1955                      | 1963                      | 16.200  | OSSA Motopedal  |
| Ossita 50                 | 1                         | 1968                      | 1968                      | 6.000   | Ossita 50       |
| Urbe                      | 1                         | 1982                      | 1982                      | 470     | OSSA Urbe       |
| Yankee 500                | 1                         | 1976                      | 1976                      | 2.150   | OSSA Yankee 500 |
| Total d'unitats produïdes | Total d'unitats produïdes | Total d'unitats produïdes | Total d'unitats produïdes | 126.739 |                 |